# Tarification de l'électricité
La tarification de l'électricité peut comprendre un abonnement à un fournisseur d'énergie électrique, un prix dépendant de la consommation (facturée au kilowatt-heure), des frais d'accès à l'électricité (lors d'une première installation ou d'un changement de fournisseur) ainsi que des taxes locales ou nationales. Les tarifs peuvent différer selon les types d'énergies vendues (renouvelables par exemple), le niveau de tension de raccordement, les plages horaires et les périodes de l'année (selon les contrats). Il existe parfois des réductions ou des aides pour le paiement de l'électricité (comme en France, avec le tarif de première nécessité).
Les prix de l'électricité ont évolué depuis les années 1990 à la suite de la déréglementation. Lors de la privatisation des fournisseurs d'énergie publics, les prix restent parfois réglementés par l'État ou sont définis par des sociétés dans un contexte de concurrence.
Le terme « tarif » s'applique aux prix réglementés par l'État ; pour les prix de marché, on parle tout simplement de prix.

## Définition
La Commission de régulation de l'énergie (CRE) présente comme suit le marché de détail de l'électricité : « Les consommateurs peuvent choisir entre deux types d’offres : les offres de marché dont les prix sont fixés librement par les fournisseurs ; les tarifs réglementés de vente, fixés par les pouvoirs publics et proposés par les fournisseurs historiques » ; les termes de « tarif » et « tarification » relèvent pour l'essentiel de la sphère publique.

## Facteurs influant la tarification
Les tarifs de l'électricité sont influencés par des facteurs de divers ordres. On peut les regrouper selon le niveau de disponibilité des ressources, les technologies de production, la configuration du réseau électrique ou encore la configuration socio-économique du pays. Cependant, le coût de l'énergie étant un facteur d'accès à de bonnes conditions de vie — l'essentiel de la technologie moderne étant basée sur l'électricité —, la tarification de l'électricité, tout comme pour les autres énergies, relève aussi de choix politiques. Il faut donc voir dans le prix de l'électricité l'incidence des catégories citées plus haut.
De façon plus précise le coût de l'électricité reflète :
- La disponibilité des ressources énergétiques exploitées (réseau hydrographique, vent, soleil ou combustibles);
- La configuration des réseaux électriques ;
- Les politiques de développement énergétique (incluant les priorités données aux choix de la ou des ressources, aux technologies employées et/ou développées, aux critères retenus pour la distribution et aux politiques d'investissement, etc.);
- La configuration économique du pays (les pays sous-développés ont tendance à nationaliser la gestion des services sociaux de base, tandis que les pays industrialisés ont tendance à la privatiser);
- Les choix de gouvernance (en matière de réglementation des tarifs, de politiques d'intervention, ou encore les politiques de subvention ou d'exonération).

Généralement, les tarifs de l'électricité sont établis selon les catégories de consommateurs (résidentiels, professionnels, industriels), ces catégories correspondant en fait à un classement par niveau de tension de raccordement (basse tension, moyenne tension, haute tension), avec parfois des sous-catégories qui sont établis en fonction de la puissance, du niveau de consommation et aussi des plages horaires, des saisons ou certains autres particularismes.
Ainsi le rapport entre le prix de détail et le prix industriel peut varier de un à trois.
On peut distinguer les catégories suivantes :
- Les tarifs pour usages domestiques/résidentiels généralement stratifiés selon la puissance souscrite, parfois selon les heures d'utilisation et, dans le cas du tarif de première nécessité ou des tarifs progressifs, le niveau de consommation correspondant au pouvoir d'achat des différentes classes sociales ;
- Les tarifs pour usages public à intérêt général (éclairage public par exemple, administrations publiques, etc.) stratifiés selon le nombre d'heures d'utilisation et/ou le niveau de consommation;
- Les tarifs pour les usages professionnels (clients commerciaux non industriels : professions libérales, commerces, agences, bureaux, etc.) qui sont aussi stratifiés selon le niveau de puissance souscrite ;
- Les tarifs pour les usages industriels (scieries, métallurgie, station de pompages, etc.) stratifiés selon la puissance, la tension et la plage horaire.

De façon générale, la tarification — ou la réglementation de la tarification, dans les pays où la distribution de l'électricité n'est pas directement assurée par l'État — vise :
- À assurer l'accès le plus grand à la plus grande plage d'utilisateurs possible, en fonction des ressources disponibles, des technologies employées, mais aussi et surtout des politiques énergétiques appliquées. L'objectif est de mutualiser les recettes pour aboutir à un élargissement des zones de couverture.
- À transmettre aux consommateurs un signal économique conforme à la réalité des coûts afin d'assurer une optimisation de leurs décisions d'équipement et de consommation : idéalement, le signal prix doit informer le consommateur sur la structure des coûts de production futurs du bien qu'ils consomment, de façon à lui permettre d'effectuer des choix rationnels, et en particulier d'éviter le gaspillage.

### Sources d'électricité
La disponibilité de ressources locales peu coûteuses permet bien évidemment d'offrir aux consommateurs des prix largement inférieurs à la moyenne mondiale :
- les ressources hydro-électriques peuvent jouer un rôle capital, du moins lorsqu'il s'agit d'aménagements hydro-électriques de très grande taille, tels ceux de la Baie James au Québec, de la rivière Columbia au nord-ouest des États-Unis et en Colombie Britannique, État canadien dont 85 % de l'électricité provient de l'hydraulique, des barrages brésiliens, de celui des Trois-Gorges en Chine, ou encore à une échelle plus modeste des centrales hydro-électriques norvégiennes, ou de l'aménagement de la Durance en France ;
- le nucléaire peut aussi fournir une électricité très bon marché, à condition que les centrales soient construites en série, comme en France (politique des paliers), en Russie ou en Chine ; aux États-Unis, elles ont coûté beaucoup plus cher parce que chaque tranche était un exemplaire unique, du fait du morcellement du secteur électrique en une multitude d'entreprises locales au niveau de chacun des états fédérés ;
- les combustibles fossiles ont permis pendant une longue période (surtout des années 1960 aux années 1990) d’avoir des coûts avantageux ; mais cette époque est révolue du fait de l'épuisement des gisements, particulièrement ceux de pétrole, et de la prise de conscience des effets environnementaux catastrophiques des émissions de gaz à effet de serre (gaz carbonique, méthane, etc) ; les gouvernements mettent progressivement en place des réglementations destinées à lutter contre le changement climatique (quotas d'émission, taxe carbone) qui renchérissent ces combustibles et dissuaderont peu à peu les opérateurs de les employer ;
- les énergies renouvelables ont commencé à se développer, surtout depuis une décennie, moyennant des subventions très élevées, soit directes, soit sous forme d'obligation d'achat à des tarifs réglementés attractifs pour les producteurs, avec dédommagement des acquéreurs (fournisseurs tels qu'EDF) par des surtaxes sur les tarifs payés par les clients finaux.

Ces énergies s'approchent progressivement du seuil de compétitivité dans certains pays ou régions, soit parce que la ressource y est très disponible (solaire dans les régions les plus au Sud de l'Europe ou des États-Unis, ou encore au Gujarat en Inde), soit parce que les prix du marché local sont très élevés (Allemagne, Italie).

### Structure des coûts
La construction des tarifs se fait par empilement des coûts d'amont en aval le long du réseau électrique :
- d'abord, les coûts de production, que tous les consommateurs paient ;
- ensuite, les coûts de transport en très haute tension (400 kilovolts en Europe, jusqu'à 1 000 kV dans les pays où les distances entre lieux de production et lieux de consommation sont très longues : Canada, Russie) ;
- puis les coûts de transport en haute tension, payés seulement par les clients raccordés à une tension inférieure à la THT ;

et ainsi de suite jusqu'à la basse tension, pour les clients résidentiels et professionnels raccordés en basse tension (230 V).

### Politiques de développement énergétique
Les gouvernements interviennent fréquemment pour aider, au moins dans ses phases initiales, le développement de nouveaux moyens de production d'électricité. Le cas le plus exemplaire est celui des grands programmes hydro-électriques lancés par de nombreux pays à partir des années 1930 :
- Tennessee Valley Authority créée en 1933 aux États-Unis
- Columbia River : En 1933, le président Franklin Delano Roosevelt a signé une loi qui a permis la construction des Bonneville et de Grand Coulee et le Columbia Basin Project. Le Flood Control Act, puis le Traité du fleuve Columbia avec le Canada ont ensuite grandement contribué à l'aménagement du bassin de la Columbia, qui est l'un des plus ambitieux au monde avec plus de 400 barrages pour l'énergie hydroélectrique et l'irrigation.
- la nationalisation de la plus grande partie du secteur électrique français le 8 avril 1946 a donné le coup d'envoi à des programmes d'investissements de grande envergure : interconnexion générale du réseau haute tension, programme hydro-électrique (80 % des 399 grands barrages français sont exploités par EDF ; ils produisent 10 à 15 % de l'électricité française, selon les précipitations).
- Il en va de même avec la nationalisation de tout le secteur électrique au Québec qui permet la création d'Hydro-Québec, une entreprise publique intégrée qui mène à bien les immenses développements hydroélectriques de Manic-Outardes et de la baie James.

Plus récemment, on peut noter la mise en place de dispositifs de soutien au développement des énergies renouvelables : subventions et/ou obligation d'achat par les entreprises opératrices de réseau.

### Configuration économique du pays
Les investissements requis par la production et le transport de l'électricité sont de grande ampleur, et leur durée d'amortissement est très longue : jusqu'à 100 ans pour les aménagements hydro-électriques, 40 à 60 ans pour les centrales nucléaires, 30 à 40 ans pour les autres centrales et pour les lignes à haute tension. Ces caractéristiques sont peu compatibles avec les critères de choix des investisseurs privés, qui préfèrent investir dans des projets dont le temps de retour est de l'ordre de 10 ans.
Par ailleurs, l'électricité est indispensable pour de nombreux usages, ce qui en fait un secteur stratégique et politiquement sensible. Elle est généralement considérée comme un "bien de première nécessité", un "service public", une "infrastructure vitale", etc. Une trop grande dépendance aux importations d'énergie est considérée comme un danger pour l'indépendance nationale, d'où l'institution de taxes sur les produits importés telle la TICPE.
Ces deux caractéristiques expliquent la fréquence et l'ampleur des interventions de la puissance publique dans ce secteur, intervention qui ne se limite pas aux pays de régime étatiste, mais a concerné même les États-Unis, surtout dans la période qui a suivi la Grande Dépression de 1929 : grands programmes fédéraux de développement hydro-électrique, prise en main de la distribution par les États sous la forme d'entreprises publiques locales dénommées utilities, etc.
En France, le secteur électrique a été presque entièrement nationalisé en 1946, la représentation nationale de l'époque jugeant que les nombreuses entreprises du secteur avaient montré leur incapacité à investir à la hauteur des besoins de la nation, en particulier dans le domaine de l'interconnexion des réseaux de transport et dans l'hydro-électricité. La création d'Électricité de France permet le lancement de grands programmes afin de rattraper le retard pris avant-guerre dans ces domaines.
Dans ce contexte, deux des premiers dirigeants d'EDF, Pierre Massé, directeur général adjoint d'EDF en 1948 et président du conseil d’administration d'EDF de 1965 à 1969, puis Marcel Boiteux, président du conseil d’administration de 1979 à 1987, développent dès les années 1950 des méthodologies très structurées d'élaboration de tarifs fondées sur les théories de la tarification en situation de monopole ou d'oligopole issues du Marginalisme de Léon Walras. Ces méthodologies sont ensuite devenues des modèles pour les entreprises électriques du monde entier. Les institutions internationales telles que la Banque Mondiale, la Banque Asiatique de Développement, sollicitées par les pays en voie de développement pour le financement de projets de développement de leurs infrastructures de production et transport électrique, se voient souvent imposer comme préalable une remise en ordre de leurs tarifs sur la base de ces méthodologies.
À partir des années 1970, la "Révolution conservatrice" lancée par Ronald Reagan et Margaret Thatcher inspirée par la théorie du Monétarisme en réaction à l'échec des politiques économiques keynésiennes, lance un large mouvement de privatisation et de déréglementation qui affecte profondément les secteurs électriques des pays développés.
En Europe, la construction du Marché intérieur de l’Union européenne dessinée par l’Acte unique européen de 1986 a abouti dans le secteur électrique aux directives 96/92/CE du 19 décembre 1996 et 2003/54/CE du 26 juin 2003 qui imposent l'ouverture à la concurrence, la séparation des activités de production, transport, distribution et fourniture (= commercialisation).
En France, l'application de ces directives s'est échelonnée de 1999 à 2007, date à laquelle l'ensemble des consommateurs ont acquis le droit de choisir leur fournisseur, et a été complétée par la loi NOME en 2011. La loi du 9 août 2004 transforme EDF en société anonyme ; l'État a cependant conservé 85 % des actions. La déréglementation n'a cependant pas complètement fait disparaître les tarifs réglementés, qui subsistent provisoirement pour les clients résidentiels et professionnels ; la loi NOME organise cependant leur alignement progressif sur les coûts, prélude à leur disparition.
Les prix de marché pratiqués par EDF et ses concurrents, pour les clients qui ont opté pour la sortie du domaine des tarifs réglementés, sont établis sur la base des prix à terme (forward prices en anglais : prix à un an, à 2 ans, etc.) observés sur les marchés (en particulier sur la bourse de l'électricité : Powernext en France), de la durée contractuelle choisie et des caractéristiques physiques du client (taille, niveau de tension d'alimentation, profil de la courbe de charge).

### Choix de gouvernance
Selon les orientations politiques, le secteur électrique est contrôlé directement par l'État ou indirectement par les diverses réglementations. Ces choix orientent la structure des tarifs et influencent l'économie.
Un des choix de gouvernance ayant influencé les tarifs dans la période récente notamment en Europe, est la mise en place de dispositifs de soutien au développement des énergies renouvelables : le choix le plus fréquent a été un système d'obligation d'achat avec compensation des surcoûts par une surtaxe payée par les consommateurs : EEG-Umlage en Allemagne, Contribution au service public de l'électricité (CSPE) en France. La CSPE atteint 10,5 €/MWh en 2012, dont 52 % pour compenser le surcoût des énergies renouvelables ; en Allemagne, ce surcoût atteignait 35,9 €/MWh en 2011.

### Quelques modes de tarification
Trois modes de tarification sont couramment utilisés : la tarification selon l'heure d'utilisation, la tarification en temps réel et un système intermédiaire appelé tarification avec périodes de pointe :
- La tarification selon l'heure d'utilisation fait payer l'énergie à un prix qui dépend de la tranche horaire au cours d'une journée ; ce prix est défini à partir du coût moyen de production de l'électricité pendant cette tranche horaire.
- Avec la tarification en temps réel, le prix de l'énergie suit l'évolution du prix de marché de l'électricité ; l'usager/client est informé peu de temps — par exemple une journée ou une heure — à l'avance, afin qu'il ait la possibilité d'ajuster sa consommation.
- La tarification avec périodes de pointe combine les deux approches : la structure de base et une tarification selon l'heure d'utilisation, mais le prix peut être remplacé dans certains cas précis par un prix plus élevé défini à l'avance.

## Tarifs particuliers

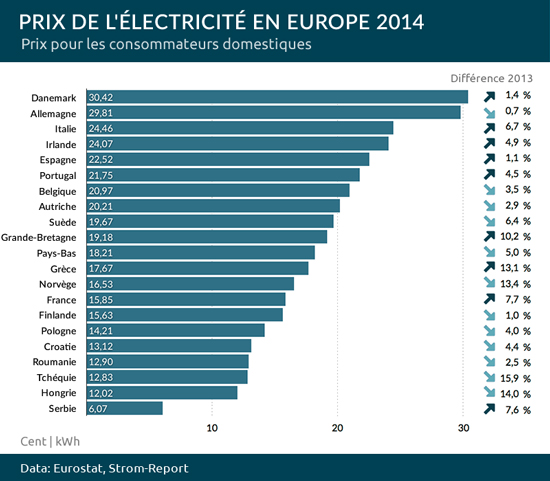
Prix de l'électricité en Europe pour les consommateurs domestiques 2014

### Tarification résidentielle en Europe
De 2001 à 2006, en France métropolitaine, les prix avaient augmenté de 10,57 % sur le marché réglementé et de 75,6 % sur le marché déréglementé. En 2006, en France métropolitaine, l'électricité coûtait hors taxe, pour une entreprise de taille moyenne 0,052 2 €/kWh sur le marché régulé et 0,086 7 € sur le marché déréglementé (pour une puissance de 1 000 kW dans une entreprise dont la consommation mensuelle est de 450 000 kWh).
En 2011, le kilowatt-heure d'électricité (kWh) coûte en moyenne pour un particulier ayant une consommation inférieure à 4 000 kWh par an : 0,22 € au Luxembourg, 0,21 € en Belgique, 0,20 € en Allemagne, 0,17 € en Angleterre, 0,13 € en France métropolitaine et en Italie et 0,11 € à La Réunion.
En 2011, en France métropolitaine, pour un particulier, l'électricité coûte (au tarif de base EDF, hors coût de l'abonnement) de 0,118 1 €TTC/kWh à 0,121 1 €TTC/kWh. D'autres fournisseurs d'électricité (Poweo, Direct Énergie, Lampiris, etc.) proposent parfois des prix du kWh inférieurs à ceux d'EDF et indexés sur les tarifs d'EDF, quitte à vendre à perte jusqu'à ce que la loi NOME leur garantisse un partage de la « rente nucléaire », obligeant EDF à céder jusqu'à 100 TWh d'électricité par an à ses concurrents à des conditions représentatives des conditions économiques de production d’électricité par ses centrales nucléaires, ou jusqu'à ce que l’État augmente les tarifs réglementés. Il est possible de comparer les prix de l'électricité sur le comparateur du Médiateur National de l'énergie.
L'augmentation des tarifs de l'électricité s'est poursuivie en France depuis 2011. Plus récemment, entre 2019 et 2020, cette augmentation a atteint les 7,7% en juin 2019, suivie d’une nouvelle augmentation de 1,49% en août. Le tarif réglementé d’électricité a encore pris 2,4% en février 2020. En juin 2020, une hausse du TURPE de 2,75% prévue pour le mois d’août a annoncé une prévisible nouvelle augmentation de la facture des Français – qui s’élèvera finalement à 1,55%.

#### Taxation résidentielle en Europe
| Pour des raisons techniques, il est temporairement impossible d'afficher le graphique qui aurait dû être présenté ici. |
| Source : Direction générale du Trésor.                                                                                 |

| Pour des raisons techniques, il est temporairement impossible d'afficher le graphique qui aurait dû être présenté ici. |
| Source : Direction générale du Trésor.                                                                                 |

| Pour des raisons techniques, il est temporairement impossible d'afficher le graphique qui aurait dû être présenté ici. |
| (*) Pays hors-UE |
| Source : Eurostat. |

#### Prix résidentiel selon la consommation en Europe
| Pour des raisons techniques, il est temporairement impossible d'afficher le graphique qui aurait dû être présenté ici. |
| (*) Pays hors-UE |
| Source : Eurostat. |

#### Évolution des prix de l'électricité résidentielle en Europe
| Pour des raisons techniques, il est temporairement impossible d'afficher le graphique qui aurait dû être présenté ici. |
| Pour des raisons techniques, il est temporairement impossible d'afficher le graphique qui aurait dû être présenté ici. |
| le taux de change peut influer sur le sprix hors zone euro                                                             |
| Source : Eurostat |

| Pour des raisons techniques, il est temporairement impossible d'afficher le graphique qui aurait dû être présenté ici. |
| Pour des raisons techniques, il est temporairement impossible d'afficher le graphique qui aurait dû être présenté ici. |
| Source Eurostat |

### Tarification résidentielle en Afrique
| Pour des raisons techniques, il est temporairement impossible d'afficher le graphique qui aurait dû être présenté ici. |
| Source : Banque mondiale.                                                                                              |

| Pour des raisons techniques, il est temporairement impossible d'afficher le graphique qui aurait dû être présenté ici. |
| Source : Banque mondiale.                                                                                              |

### Tarification résidentielle en Amérique
Au Canada, selon l'Association canadienne de l'électricité, le prix moyen de l'électricité dans les grandes villes en 2009 était de 10,79 ¢/kWh et celui de 2013 de 11,21 ¢/kWh. Les tarifs canadiens peuvent monter en 2014 jusqu'à 16 ¢/kWh dans les provinces et 32 ¢/kWh dans les territoires.
Aux États-Unis, la politique de libéralisation dépend de chaque État. L'ouverture à la concurrence a introduit de nouvelles offres tarifaires comme des contrats de 12 mois à taux fixes, des contrats à tarifs variables ou flexibles qui peuvent changer avec un préavis de 45 jours et des tarifs qui sont dépendants des modifications sur le marché global de l'électricité.
| Pour des raisons techniques, il est temporairement impossible d'afficher le graphique qui aurait dû être présenté ici. |
| Source : Energy Information Administration.                                                                            |

Les tarifs peuvent varier selon les États et les sociétés.
| Pour des raisons techniques, il est temporairement impossible d'afficher le graphique qui aurait dû être présenté ici.                                                                                                 |
| Source : - Entergy Texas, Inc. Electric Service (Residential service -Time Of Day, Residential service, Fixed fuel factor and loss multipliers) ; - El Paso electric company (Residential service rate schedule no 01) |

### Tarification résidentielle en Asie
En Inde les tarifs dépendent des États, mais certains États comme Delhi ont des villes comme Mumbai avec plusieurs tarifs.
| Pour des raisons techniques, il est temporairement impossible d'afficher le graphique qui aurait dû être présenté ici. |
| Sources : Indian Power Market,.                                                                                        |

### Tarification résidentielle dans le Monde
| Pour des raisons techniques, il est temporairement impossible d'afficher le graphique qui aurait dû être présenté ici. |
| Source : Institute for Energy Economics & Financial Analysis.                                                          |

### Tarification progressive
L'un des premiers États à avoir mis en place un système de tarification progressive est la Californie en 1976, dans un contexte de chocs pétroliers. Le tarif progressif s'appelle lifeline tariff aux États-Unis. Il fut initialement créé avec deux tranches, mais en raison de la crise des marchés de l’énergie électrique en Californie en 2001, il a été étendu à trois tranches. Le but de ce système est de réduire la consommation d'électricité.
La Commission de régulation de l’énergie de Californie a défini le volume d’électricité de la première tranche pour qu'elle se situe entre 50 % et 70 % de la consommation moyenne des foyers au cours d’une année. Cette première tranche est annoncée comme correspondant aux besoins d’éclairage, de cuisine, de chauffage et de réfrigération. Plusieurs facteurs sont alors pris en compte pour le calcul des tarifs : les tarifs de la période précédente, la zone climatique, la saisonnalité (hiver / été), la consommation moyenne des foyers dans la zone géographique, la source d’énergie du chauffage, et le nombre de jours de la période de facturation. Toutefois, l'existence de trois tranches est compliquée à appréhender par le consommateur résidentiel.
Aux États-Unis, suivant les États, la tarification peut être progressive, mixte, uniforme ou dégressive.
Des pays asiatiques comme la Corée du Sud mettent également en œuvre des tarifications progressives.
En Afrique l'électricité est plus chère ; sa tarification est souvent progressive, afin de permettre aux ménages modestes de disposer d'un accès minimal à l'énergie.
| Pour des raisons techniques, il est temporairement impossible d'afficher le graphique qui aurait dû être présenté ici. |
| Sources : - Pour le Burkina Faso, Sonabel. - Pour le Sénégal, Senelec.                                                 |

| Pour des raisons techniques, il est temporairement impossible d'afficher le graphique qui aurait dû être présenté ici. |
| Source : Banque mondiale.                                                                                              |

## Tarifs entreprises
Les tarifs non-résidentiels varient notamment en fonction de la puissance souscrite, de la consommation et du pays.
D'après Hydro-Québec, au Canada et aux États-Unis, les tarifs pratiqués peuvent dépendre de la période considérée, du niveau de consommation, des taxes, des programmes optionnels, de la situation géographique, de tarifs différenciés selon le temps (saison et horaire), des clauses d'ajustement et du taux de change.
| Pour des raisons techniques, il est temporairement impossible d'afficher le graphique qui aurait dû être présenté ici. | Pour des raisons techniques, il est temporairement impossible d'afficher le graphique qui aurait dû être présenté ici. | Pour des raisons techniques, il est temporairement impossible d'afficher le graphique qui aurait dû être présenté ici. |
| Pour des raisons techniques, il est temporairement impossible d'afficher le graphique qui aurait dû être présenté ici. | Pour des raisons techniques, il est temporairement impossible d'afficher le graphique qui aurait dû être présenté ici. | Pour des raisons techniques, il est temporairement impossible d'afficher le graphique qui aurait dû être présenté ici. |
| Petite puissance | Moyenne puissance | Grande puissance |
| - Chiffres estimés pour le 1er avril 2015 - Source : Hydro-Québec.                                                     | | |

| Classement 2009 | Classement 2008 | Pays             | Coût en cts de dollar/kWh | Évolution (%) |
| --------------- | --------------- | ---------------- | ------------------------- | ------------- |
| 1               | 2               | Italie           | 16,16                     | −8,4 %        |
| 2               | 1               | Allemagne        | 13,52                     | −25,3 %       |
| 3               | 3               | Autriche         | 13,31                     | −21,1 %       |
| 4               | 7               | Espagne          | 12,53                     | +1,7 %        |
| 5               | 5               | Pays-Bas         | 11,75                     | −24,2 %       |
| 6               | 4               | Royaume-Uni      | 11,32                     | −31,7 %       |
| 7               | 6               | Belgique         | 9,90                      | −27,6 %       |
| 8               | 8               | États-Unis       | 9,27                      | −11,9 %       |
| 9               | 11              | France           | 8,15                      | +7,2 %        |
| 10              | 10              | Suède            | 8,05                      | −7,8 %        |
| 11              | 9               | Finlande         | 7,94                      | −17,7 %       |
| 12              | 13              | Canada (minimum) | 6,33                      | +3,0 %        |
| 13              | 12              | Australie        | 6,29                      | −0,2 %        |
| 14              | 14              | Afrique du Sud   | 4,90                      | +34,8 %       |

Cette étude est basée sur les prix au 1er juin 2009 pour une puissance de 1 000 kW et une utilisation pendant 450 heures. Les prix sont exprimés en centimes de dollar américain par kilowatt-heure, hors taxe. En présence de plusieurs fournisseurs, une moyenne non pondérée des prix disponibles est utilisée comme base. Les écarts en pourcentage sont calculés dans la monnaie locale pour éviter la disparité due aux mouvements des changes. Les tarifs bas de l'Australie et l'Afrique du Sud sont aidés par de gigantesques mines de charbon à ciel ouvert. Le tarif très bas au Canada dans cette table a été obtenu en n'échantillonnant que le fournisseur dont le prix est le plus bas (Hydro-Québec), doté de vastes ressources hydro-électriques.

## Tarification de l'électricité ferroviaire
En Europe, les sociétés de transport ferroviaire sont facturées par les sociétés de gestion de réseau. Les trains électriques circulant sur réseau ferré, notamment en France depuis le 10 décembre 2006, sont équipés d’un dispositif de comptage d’énergie électrique télé-relevable par un gestionnaire d’infrastructure européen. La tarification utilise la localisation par GPS décrite dans la fiche UIC 930 pour répondre aux exigences légales définies par la décision 2011/291/UE du 26 avril 2011.
En France, une entreprise de transport ferroviaire peut choisir d'acheter son électricité à SNCF Réseau ou à un autre fournisseur d'électricité conformément à la législation française.